# Soledad Estorach Esterri
Soledad Estorach Esterri, née le 6 février 1915 à Albatàrrec, dans la comarque du Segrià (province de Lérida), et morte le 14 mars 1993 à Paris, dans le 14e arrondissement, est une femme politique féministe résistante, fondatrice du mouvement Mujeres Libres, l'une des pionnières des droits des femmes.

## Biographie
Soledad est née dans un milieu rural, dans la Catalogne centrale, en 1915. Ses parents l'ont encouragé à une vie ouverte sur le monde. Elle rejoint ainsi, dans sa jeunesse, la ville de Barcelone, où elle travaille, à l'âge de quinze ans, dans la boutique de son oncle.
Dans les années 1930, elle intègre la CNT.
Durant la République, Soledad se rapproche, en 1936, des Mujeres Libres. La guerre d'Espagne éclate la même année. Les nationalistes arrivent au pouvoir par la force en 1939. Elle doit s'exiler en France, à Bordeaux, en 1940, sans jamais renoncer à son action et son engagement envers la République. 
Elle décède le 14 mars 1993 à Paris, en France.